# 정지윤 (2001년)
정지윤(2001년 1월 1일 ~ )은 대한민국의 배구 선수로 포지션은 센터, 라이트, 레프트이다. 현재 V-리그의 수원 현대건설 힐스테이트 소속으로 뛰고 있다.

## 국가대표 출전 대회

### 올림픽 (1회)
- 2021년 도쿄 (4위)

### 네이션스리그 (2회)
- 2019년 난징 (15위)
- 2021년 리미니 (15위)

## 수상 경력

### 단체 수상

#### 개인 클럽
- 수원 현대건설 힐스테이트 (2018-)
  - V-리그
    - 정규리그
      -  1위(시즌 조기종료) (1회) : 2019-20

  - KOVO컵
    -  우승 (2회) : 2019, 2021

### 개인 수상

#### 개인 클럽
- 수원 현대건설 힐스테이트 (2018-)
  - V-리그
    - V-리그 여자부 신인선수상 : 2019

  - KOVO컵 MVP (1회) : 2021